# Chirconia
Chirconia từng là một chi bướm đêm thuộc họ Erebidae, hiện tại được coi là đồng nghĩa của Cecharismena.